# Жезло Светог Саве
Жезло Светог Саве јесте архиепископски жезал (штап) који је припадао Светом Сави и представља једини сачуван његов лични предмет.
Чува се у ризници манастира Милешева код Пријепоља.

## Историја
Приликом посете никејском цару Теодору I Ласкарису и васељенском патријарху Манојлу I Цариградском, до које је дошло 1219. године у Никеји, игуман Сава Немањић је тражио да српска црква добије аутокефалност. Пошто му је то омогућено, Сава је хиротонисан за српског архиепископа. Жезло је добио исте године у Јерусалимској патријаршији, као симбол достојанства православног архијереја.
Архиепископ Сава је преминуо 1236. године у Трнову. Наредне године, његов синовац српски краљ Стефан Владислав је постигао да Савине се мошти пренесу у манастир Милешева, своју задужбину. Жезло се налазило у манастиру до 1594. године, када су по наредби Коџе Синан-паше мошти Светог Саве однете из Милешеве и спаљене у Београду. У време тог догађаја, монаси из манастира Свете Тројице у Пљевљима су из манастира Милешева однели кивот у којем су чуване мошти, руку Светог Саве која је остала сачувана, као и његово жезло.
Жезло је касније враћено у манастир Милешева, где се и данас чува.

## Композиција жезла
Жезло је направљено од позлаћеног сребра. Висине је 143 центиметара и опточено је полудрагим камењем, а у глави жезла се налази горски кристал.
У првим деценијама 17. века, монаси Лонгин и Висарион из Милешеве су извршили значајне преправке на жезлу, тако да је оно тада изгубило свој првобитни, аутентични изглед. Заменили су стари оков жезла потпуно новим, на који су гравирали песме посвећене Светом Сави и тропар Вазнесењу Господњем. Према речима др Андреја Вујновића, музејског саветника Историјског музеја Србије, глава жезла је највероватније аутентична, односно није промењена од времена Светог Саве.